# Eleições estaduais prussianas de 1932
As eleições estaduais foram realizadas no Estado Livre da Prússia em 24 de abril de 1932 para eleger todos os 423 membros do Landtag da Prússia.   Foram as últimas eleições livres na Prússia, já que a próxima eleição em 1933 ocorreu sob o regime nazista, e a Prússia foi então abolida após a Segunda Guerra Mundial.
A eleição fez com que o Partido Nazista se tornasse o maior partido na Prússia, conquistando 36% dos votos. A coalizão do Partido Social-Democrata, Partido do Centro e Partido Democrático Alemão (agora Partido do Estado Alemão), que governava a Prússia desde 1919, perdeu a maioria. O SPD, o DNVP e o DVP sofreram enormes perdas. O Partido Econômico perdeu todas as suas cadeiras, enquanto o DVP e o DStP ficaram com apenas algumas cada. O Partido do Centro permaneceu estável, e o Partido Comunista obteve pequenos ganhos. 
O Landtag resultante foi dividido entre a coalizão SPD–Zentrum–DStP, o bloco nazista–DNVP e o Partido Comunista. A Prússia usou o voto construtivo de desconfiança, o que significava que um governo só poderia ser removido do cargo se houvesse uma maioria positiva para um possível sucessor. Nenhuma força parlamentar obteve maioria, mas como nenhuma estava disposta a cooperar com as outras, a coalizão liderada pelo SPD não pôde ser removida. Continuou no poder como um governo minoritário. 
Esta situação terminou com o Preußenschlag em 20 de julho de 1932. O presidente do Reich, Paul von Hindenburg, seguindo o conselho do chanceler do Reich, Franz von Papen, emitiu um decreto de emergência sob o artigo 48 da Constituição de Weimar, dissolvendo o governo prussiano e dando a von Papen o controle direto sobre a Prússia como Reichskommissar.  A Prússia permaneceu sob controle direto do governo federal até abril de 1933, quando, a mando de Adolf Hitler, sob a Lei de Concessão de Plenos Poderes de 1933, eleições estaduais foram realizadas. Os nazistas não conseguiram obter a maioria, mas a subsequente proibição do Partido Comunista e a prisão de deputados da oposição permitiram que eles assegurassem o controle do Landtag Prussiano, e Hermann Göring se tornou Ministro-Presidente. A estrutura federal da Alemanha foi efetivamente dissolvida sob o regime nazista, e o governo prussiano existia apenas simbolicamente. Após a conclusão da Segunda Guerra Mundial, a Prússia foi dissolvida por uma declaração do Conselho de Controle Aliado em 25 de fevereiro de 1947. 

## Resultados
|                                    | |                                         |                            |                          |          |                 |
| Partido                            | Partido | Votos                                   | %                          | Balanço                  | Assentos | +/–             |
|                                    | Partido Nacional-Socialista dos Trabalhadores Alemães (NSDAP) Partido Nacional-Socialista dos Trabalhadores Alemães (NSDAP) Agricultores, Lares e Proprietários de terras Partido Nacionalista dos Trabalhadores Alemães Grande Lista Alemã Schmalix                                   | 8,091,072 8,007,384 67,533 11,605 4,550 | 36.67 36.29 0.31 0.05 0.02 | +34.60 +34.45 +0.15 Novo | 162 0    | +156 0 Novo     |
|                                    | Partido Social-Democrata (SPD) | 4,675,173                               | 21.19                      | –7.81                    | 94       | –43             |
|                                    | Partido do Centro Prussiano (Zentrum) | 3,371,932                               | 15.28                      | +0.05                    | 67       | –4              |
|                                    | Partido Comunista da Alemanha (KPD) Partido Comunista da Alemanha (KPD) Grupo de Interesse de Pequenos Pensionistas e Vítimas da Inflação | 2,845,306 2,819,763 25,543              | 12.89 12.78 0.12           | +1.02 +0.91 Novo         | 57 0     | +1 Novo         |
|                                    | Partido Popular Nacional Alemão (DNVP) Partido Popular Nacional Alemão (DNVP) Classe Média Radical Encontro Nacional Karl Andres | 1,540,716 1,524,230 9,883 6,603         | 6.98 6.91 0.04 0.03        | –10.41 –10.48 Novo       | 31 0     | –51 Novo        |
|                                    | Partido Popular Alemão (DVP) Partido Popular Alemão (DVP) Partido da Justiça Popular (VRP) | 374,509 330,745 43,764                  | 1.70 1.50 0.20             | –8.05 –7.00 –1.05        | 7 0      | –35 –33 –2      |
|                                    | Frente Nacional das Propriedades Alemãs Partido do Reich da Classe Média Alemã (WP) Agricultores Alemães (Partido Nacional Cristão dos Camponeses e Agricultores) Frente Nacional dos Estados Alemães, Direitos dos Jovens Funcionários Nacionais, Funcionários e Profissionais Livres | 362,272 191,021 153,542 13,861 3,848    | 1.64 0.87 0.70 0.06 0.02   | –4.28 –3.59 –0.77 Novo   | 0        | –29 –21 –8 Novo |
|                                    | Partido do Estado Alemão (DStP) | 332,490                                 | 1.51                       | –2.95                    | 2        | –19             |
|                                    | Serviço Popular Social Cristão (CSVD) | 255,177                                 | 1.16                       | Novo                     | 2        | Novo            |
|                                    | Partido Socialista Operário da Alemanha (SAPD) | 80,392                                  | 0.36                       | Novo                     | 0        | Novo            |
|                                    | Partido Alemão-Hanoveriano (DHP) | 63,731                                  | 0.29                       | –0.70                    | 1        | –3              |
|                                    | Minorias Nacionais da Alemanha (NMD) Partido Popular Polonês Nação de Schleswig e Frísia Partido Popular Prussiano-Lituano | 59,943 57,285 2,298 360                 | 0.27 0.26 0.01 0.00        | –0.13 –0.12 0.00         | 0        | 0               |
|                                    | Oposição Nacional dos Credores do United Reichsbank e das Vítimas do Marco Justiça Popular e Partido Econômico da Classe Média Despossuída Partido Alemão de Combate à Inflação e à Falsa Política Monetária Comunidade de Emergência Ativista de Hipotecários, etc.                   | 6,896 5,197 1,151 312 236               | 0.03 0.02 0.01 0.00        | Novo                     | 0        | Novo            |
|                                    | Partido dos Desempregados pelo Trabalho e pelo Pão | 3,463                                   | 0.02                       | Novo                     | 0        | Novo            |
|                                    | Partido da Unidade Alemã para Defesa da Economia, Movimento Idealista da Alemanha | 1,341                                   | 0.01                       | Novo                     | 0        | Novo            |
|                                    | Comunidade Nacional Alemã (Movimento Econômico Revolucionário Völkisch) | 1,014                                   | 0.00                       | Novo                     | 0        | Novo            |
| Votos inválidos/em branco          | Votos inválidos/em branco | 127,560                                 | 0.57                       | –                        | –        | –               |
| Total                              | Total | 22,065,427                              | 100                        | –                        | 423      | –27             |
| Eleitores registrados/participação | Eleitores registrados/participação | 27,031,562                              | 82.10                      | +5.71                    | –        | –               |
| Fonte: Gonschior.de                | |                                         |                            |                          |          |                 |

| Voto Popular | Voto Popular | Voto Popular | Voto Popular | Voto Popular |
| ------------ | ------------ | ------------ | ------------ | ------------ |
|              |              |              |              |              |
| NSDAP        | NSDAP        |              | 36,67%       | 36,67%       |
| SPD          | SPD          |              | 21,19%       | 21,19%       |
| Zentrum      | Zentrum      |              | 15,28%       | 15,28%       |
| KPD          | KPD          |              | 12,89%       | 12,89%       |
| DNVP         | DNVP         |              | 6,98%        | 6,98%        |
| DVP          | DVP          |              | 1,70%        | 1,70%        |
| DStP         | DStP         |              | 1,51%        | 1,51%        |
| CSVD         | CSVD         |              | 1,16%        | 1,16%        |
| DHP          | DHP          |              | 0,29%        | 0,29%        |
| Outros       | Outros       |              | 2,33%        | 2,33%        |

| Assentos do Landtag | Assentos do Landtag | Assentos do Landtag | Assentos do Landtag | Assentos do Landtag |
| ------------------- | ------------------- | ------------------- | ------------------- | ------------------- |
|                     |                     |                     |                     |                     |
| NSDAP               | NSDAP               |                     | 38,30%              | 38,30%              |
| SPD                 | SPD                 |                     | 22,22%              | 22,22%              |
| Zentrum             | Zentrum             |                     | 15,84%              | 15,84%              |
| KPD                 | KPD                 |                     | 13,48%              | 13,48%              |
| DNVP                | DNVP                |                     | 7,33%               | 7,33%               |
| DVP                 | DVP                 |                     | 1,65%               | 1,65%               |
| DStP                | DStP                |                     | 0,47%               | 0,47%               |
| CSVD                | CSVD                |                     | 0,47%               | 0,47%               |
| DHP                 | DHP                 |                     | 0,24%               | 0,24%               |

### Resultados por círculo eleitoral
| Círculo Eleitoral        | NSDAP               | SPD  | Zentrum | KPD  | DNVP | DVP | DStP | CSVD | DHP |   |
| ------------------------ | ------------------- | ---- | ------- | ---- | ---- | --- | ---- | ---- | --- | - |
| Círculo Eleitoral        | 1. Prússia Oriental | 45.6 | 22.2    | 7.5  | 9.1  | 9.5 | 1.5  | 1.2  | 1.8 | – |
| 2. Berlim                | 24.1                | 30.2 | 3.9     | 29.4 | 6.8  | 0.5 | 2.2  | 0.5  | –   |   |
| 3. Potsdam II            | 32.0                | 27.6 | 3.9     | 16.9 | 10.4 | 1.4 | 4.2  | 0.5  | –   |   |
| 4. Potsdam I             | 36.1                | 28.1 | 2.4     | 16.9 | 9.5  | 1.0 | 2.1  | 0.6  | –   |   |
| 5. Frankfurt an der Oder | 43.8                | 25.4 | 6.2     | 7.3  | 10.3 | 1.3 | 1.4  | 0.8  | –   |   |
| 6. Pomerânia             | 44.2                | 23.6 | 1.2     | 7.7  | 17.2 | 1.2 | 1.6  | 0.8  | –   |   |
| 7. Breslau               | 41.2                | 25.0 | 15.3    | 6.8  | 6.2  | –   | 1.0  | 1.5  | –   |   |
| 8. Liegnitz              | 45.2                | 27.6 | 7.0     | 5.9  | 6.8  | –   | 2.1  | 1.5  | –   |   |
| 9. Oppeln                | 30.4                | 7.5  | 35.6    | 12.2 | 7.5  | –   | 0.5  | 0.4  | –   |   |
| 10. Magdeburg            | 39.8                | 33.8 | 2.0     | 9.3  | 8.3  | 1.9 | 1.8  | 0.4  | –   |   |
| 11. Merseburg            | 41.8                | 18.9 | 1.4     | 21.9 | 7.9  | 2.0 | 1.6  | 0.5  | –   |   |
| 12. Erfurt               | 39.7                | 18.2 | 13.1    | 14.7 | 6.9  | 2.0 | 1.8  | 0.5  | –   |   |
| 13. Schleswig-Holstein   | 50.8                | 27.5 | 0.9     | 8.8  | 5.3  | 2.3 | 2.0  | 0.9  | –   |   |
| 14. Weser-Ems            | 37.5                | 17.6 | 25.3    | 4.7  | 5.2  | 1.8 | 1.5  | 2.1  | 2.4 |   |
| 15. Hanôver Leste        | 46.7                | 25.1 | 1.3     | 6.6  | 7.9  | 1.8 | 1.7  | 0.9  | 5.7 |   |
| 16. Hanôver Sul          | 43.8                | 31.8 | 5.8     | 5.6  | 4.6  | 2.3 | 1.5  | 0.7  | 2.1 |   |
| 17. Vestfália Norte      | 25.3                | 15.5 | 35.3    | 10.5 | 5.0  | 1.9 | 0.5  | 2.0  | –   |   |
| 18. Vestfália Sul        | 29.1                | 17.6 | 24.3    | 16.2 | 4.5  | 1.6 | 1.0  | 3.0  | –   |   |
| 19. Hesse-Nassau         | 42.1                | 21.5 | 14.4    | 9.5  | 3.4  | 2.4 | 1.8  | 2.0  | –   |   |
| 20. Köln-Aachen          | 22.5                | 11.0 | 42.1    | 13.6 | 3.3  | 2.5 | 1.2  | 0.5  | –   |   |
| 21. Koblenz-Trier        | 28.2                | 6.3  | 47.4    | 6.7  | 4.1  | 1.5 | 0.5  | –    | –   |   |
| 22. Dusseldorf Leste     | 32.9                | 11.8 | 20.8    | 22.7 | 4.2  | 1.9 | 0.8  | 1.7  | –   |   |
| 23. Dusseldorf Oeste     | 29.6                | 9.5  | 34.1    | 14.8 | 5.6  | 1.6 | 0.5  | 1.0  | –   |   |